# 네로 욕장
네로 욕장(라틴어: Thermae Neronis) 또는 알렉산드리나이 욕장(라틴어: Thermae Alexandrinae)은 이탈리아 로마의 캄푸스 마르티우스에 있는 고대 로마 목욕탕 (테르마이)이다. 서기 62년~64년경 로마 황제 네로가 건설하였으며, 서기 227년~229년경 세베루스 알렉산데르 황제가 재건하였다. 판테온과 도미티아누스 경기장 사이에 위치하여 사람들이 자주 찾는 곳으로서, 당대 기록에서 로마 시의 대표적인 명소로 소개하는 경우가 많았다.
네로 욕장은 아그리파 욕장에 이어 대형 공중목욕탕으로는 두 번째로 로마에 세워졌다. 특히 장대한 규모를 자랑하고 대칭 축의 설계를 엄격히 따른 제정기 목욕탕이라는 점에서는 최초의 사례로 꼽힌다. 로마 멸망 이후 16세기까지만 하더라도 칼다리움의 기단부가 남아 있었으나, 오늘날 지면 위에 남아 있는 것은 마다마궁의 일부로 활용된 외벽 일부를 제외하면 전무하다.

## 상세
네로 욕장은 약 190m x 120m 크기의 구역에 걸쳐 있었다. 지금은 이 자리에 로톤다 광장, 포초 델레 코르나키에 거리(Via del Pozzo delle Cornacchie), 도가나 베키아 거리(Via della Dogana Vecchia)가 나 있어 그 규모를 짐작케 한다. 네로 욕장의 온수는 원래 인근의 아그리파 욕장에 수도를 공급하던 아쿠아 비르고에서 끌어왔다.
3세기 초 세베루스 알렉산데르 황제 재위기에 재건공사가 이루어졌다. 당시 세베루스 황제가 즉위 이래 착수한 대대적인 건설공사의 일환으로서, 카라칼라 목욕탕, 콜로세움, 세라피스 신전, 키르쿠스 막시무스, 알렉산드리아 님파이온 등을 재건해 나갔다. 이때 온수는 새로 지어진 아쿠아 알렉산드리나에서 끌어왔다. 재건 후에는 알렉산데르 황제의 이름을 따서 명명하였으나 여전히 네로 황제의 이름으로 부르기도 했다.
네로 욕장과 알렉산드리나이 욕장이 동일한 건축물인지에 관해서는 당대 문헌자료에서 약간의 모순이 발견된다. 일부 기록에서는 똑같은 건물이라 확언하는가 하면, 두 건물이 단지 서로 가까이 걸쳐 있을 뿐이라는 기록도 존재한다. 네로가 지은 기존 시설에 세베루스가 자신의 목욕탕을 지어둔 것이라는 설도 존재한다.

## 설계
네로 욕장의 외형과 내부 구조에 관해서 1차적인 단서로 세베루스 알렉산데르 재위기에 목욕탕 건설의 기념 주화가 발행되었다는 기록이 있다. 5세기 서로마 제국 시대의 시도니우스 아폴리나리스도 이 주화가 여전히 사용되고 있다는 기록을 남겼다. 르네상스 시대에는 안드레아 팔라디오와 안토니오 다 상갈로가 도면을 그려 남겼으며 네로 시대의 설계를 실질적으로 표현했을 가능성이 제기된다.
목욕탕의 전반적인 배치구조는 유적지 발굴조사를 통해 확인되었다. 건물의 주방향은 북쪽이었으며 각 외벽은 사방위를 향했다. 비교적 시원한 건물 북쪽구역의 중앙부에는 나타시오 (Natatio, 수영장)가 자리해 있었으며, 두 개의 측면 페리스타일로 둘러싸여 있었는데 이쪽 공간은 팔라이스트라 (운동공간)으로 활용했을 것으로 보인다.
중앙구역에는 프리기다리움 (Frigidarium, 냉탕)이 있어 각 모서리에 4개실을 둔 구조였고 양쪽에는 탈의실에 해당되는 아포디테리아 (Apodyteria)가 2개씩 있었다. 남쪽구역에는 테피다리움 (Tepidarium, 온탕)이 가운데에 있고 두 개의 방으로 둘러싸여 있었는데 이 방은 수다토리아 (Sudatoria) 내지는 라코니카 (Laconica, 찜질방)이었을 것으로 추정된다.
마지막으로 목욕탕 단지의 하단부에 위치한 더운 구역에는 열탕에 해당되는 칼다리움 (caldarium)이 양쪽 벽에서 튀어나와 가장 많은 채광을 받았으며, 그 주변으로 프라이푸르니아 (Praefurina) 내지는 프로피그니아 (Propignea, 욕탕 전체를 데우는 화로로 이어지는 방)을 두었다. 기록에 따르면 욕장의 난방에 활용하기 위한 전용 숲이 지정되었으며, 유지 관리를 위해 특별세가 부과되었다고 한다.

## 유적

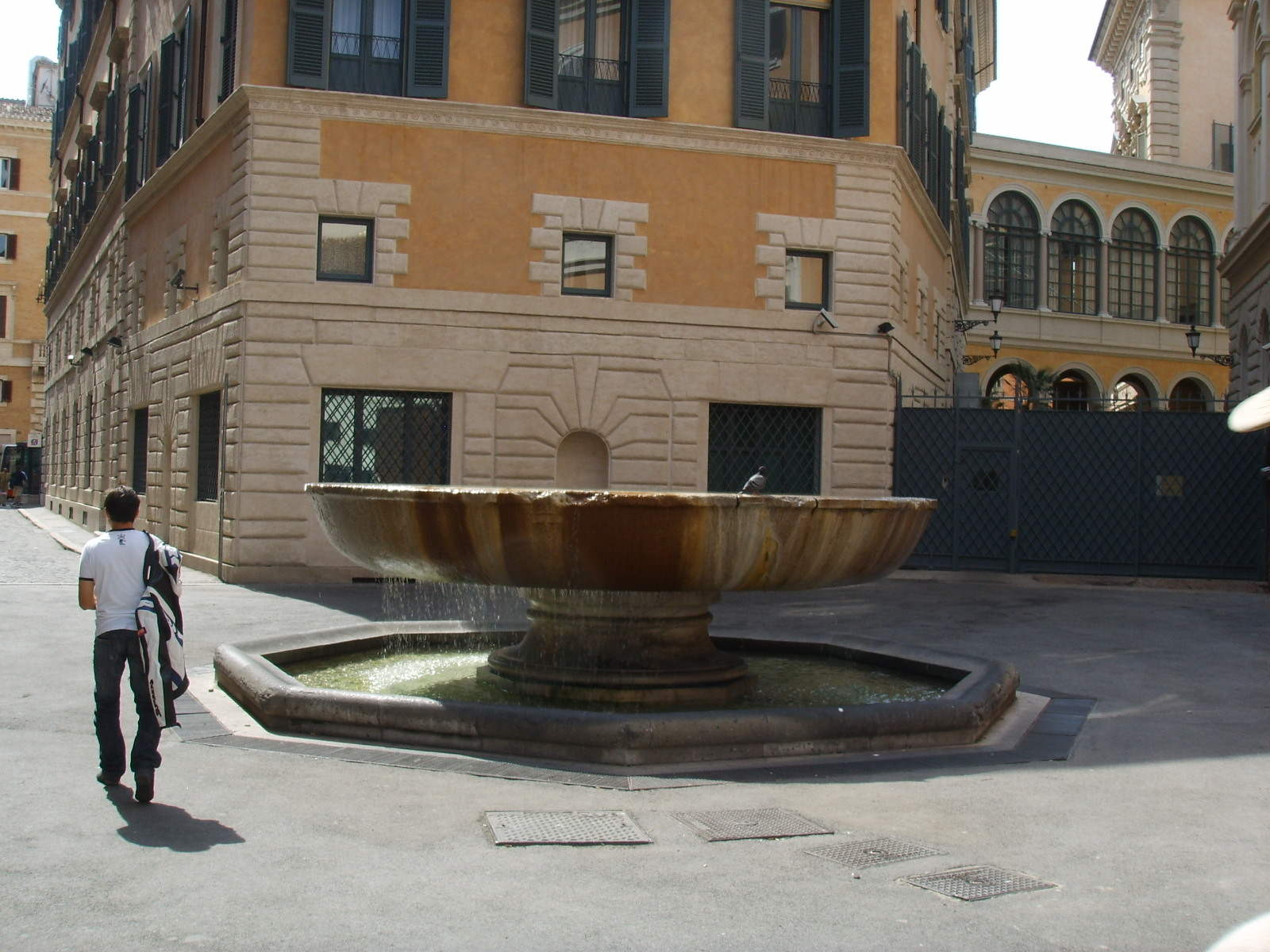
스타데라리가 (Via degli Staderari)의 세나토 분수는 목욕탕의 분수대를 가져다 쓴 것이다.

오늘날 네로 욕장과 알렉산드리아 욕장의 유적은 남아있는 것이 적다. 당시 부지에 해당되는 로톤다 광장과 살리타 데이 크레센치 (Salita dei Crescenzi) 일대에서는 네로 황제 대의 배수관과 콘크리트 조각이 발견된 바 있다. 1871년에는 세베루스 황제의 재건 당시에 쓰였던 도장이 찍힌 벽돌이 발견되었으며, 테르미스의 산 살바토레 (San Salvatore) 유적지에서도 히포카우스툼 (난방시설)이 발견된 적이 있다.
목욕탕 자체는 자취를 감췄으나 그곳에 있던 파편이나 장식은 이후 수세기 동안 수많은 건축물에 활용되었다. 기둥의 경우 화강암 기둥, 대리석 기둥, 심지어 실내 장식용으로 제작된 적색 반암기둥까지 건축물에 그대로 쓰였다. 오늘날에도 목욕탕 부지에서 흰색 대리석 기둥머리를 찾아볼 수 있다.
- 바티칸 벨베데레궁 출구에 위치한 고대 로마의 청동분수인 피냐 분수의 받침대는 3세기 재건 당시 만들어진 화려한 기둥 머릿장식에 해당된다. 체육대회의 우승자와 화환 장식이 부조로 조각되어 있으며 1608년 현재의 위치로 옮겨왔다.
- 17세기 교황 알렉산데르 7세가 인근의 판테온을 개축하는 과정에서 프로나오스 동쪽 끝의 심하게 부서져 있던 기둥 3개를 네로 욕장터에서 진홍색 화강암 기둥 3개를 가져와 교체하였다.[11][12]
- 포르타 피아 인근에도 청동 날개장식을 단 진홍색 기둥 하나가 서 있는데, 1870년 이탈리아 통일 전쟁 과정에서 포르타 피아를 무너뜨리고 로마 점령에 성공한 것을 기념하기 위해 1896년 세운 것이다.
- 산테우스타키오 성당 옆에 서 있는 화강암 기둥 두 개도 원래 네로 욕장에 있던 것이다.

라브룸 (labrum)이라 불리는 석조로 된 대형 수조도 유적터에서 여럿 발견되었다. 이 가운데 '붉은 화강암을 잘라 만든 직경 6.70m 크기의 분수용 수조와 수많은 파편조각'들이 있었다는 기록도 전해진다. 그 가운데 상태가 완벽한 수조 두 개는 빌라 메디치로 이전되었다가 18세기 말에 이르러 피렌체로 옮겨졌으며, 1840년대부터 메디치가에서 소유한 보볼리 정원에 전시되고 있다.
1980년대 말 옛 메디치가의 저택으로 쓰이던 마다마궁 (현 이탈리아 상원 소재지)에서 공사를 진행하는 과정에서 또 하나의 장식 수조가 모습을 드러냈다. 둥근 형태의 흑적색 이집트산 화강암으로 만든 이 수조는 칼다리움 구역의 온천욕을 위해 두었던 것으로 추정되며 세 군데가 손상을 입은 상태였다. 복원 후 조반니 스파돌리니 상원의장이 공개행사를 통해 로마 시민들에게 정식으로 기증하였다. 현재 스타데라리가와 도가나 베키아가 (Via della Dogana), 산테우스타키오 광장을 잇는 콘스티투엔테 광장 (Piazza della Costituente)에 '세나토 분수' (Fontana del Senato)라는 이름으로 전시되고 있다.

## 같이 보기
- 고대 로마의 목욕탕 목록
- 로마의 고대 기념물 목록

## 참고 문헌
- Filippo Coarelli, Guida archeologica di Roma, Verona: Arnoldo Mondadori Editore, 1984.
- Gerd Grasshoff & Christian Berndt, "Decoding the Pantheon Columns." Architectural Histories, vol. 18, 2(1), 2014.
- John R. Patterson, "The City of Rome: From Republic to Empire." The Journal of Roman Studies, vol. 82, 1992, pp. 186–215.
- Samuel Ball Platner, A Topographical Dictionary of Ancient Rome, (as completed and revised by Thomas Ashby), London: Oxford University Press, 1929. pp. 531–532 "Thermae Neronianae or Alexandrinae"
- Romolo Augusto Staccioli, Acquedotti, fontane e terme di Roma antica, Rome: Newton & Compton, 2005.